# Chaoïta
La chaoïta és un mineral de la classe dels elements natius. Va ser anomenada així per Edward Ching-Te Chao (1919-2008), petròleg del servei geològic dels Estats Units. És un al·lòtrop de carboni i un polimorf del grafit, el diamant i la lonsdaleïta.

## Classificació
La chaoïta es troba classificada en el grup 1.CB.05b segons la classificació de Nickel-Strunz (1 per a Elements natius; C per a Semimetalls i no-metalls i B per a família carboni - silici; el nombre 05b correspon a la posició del mineral dins del grup). En aquesta classificació comparteix grup amb el grafit, fullerita, diamant, lonsdaleïta i silici natiu. En la classificació de Dana el mineral es troba al grup 1.3.6.4 (1 per a Elements natius i aliatges i 3 per a Semi metalls i no-metalls; 6 i 4 corresponen a la posició del mineral dins del grup). Dins la classificació de Dana comparteix grup amb el grafit, la fullerita, el diamant i la lonsdaleïta.

## Característiques
La chaoïta és un element químic de fórmula química C. Cristal·litza en el sistema hexagonal. La seva duresa a l'escala de Mohs és 1 a 2.

## Formació i jaciments
Va ser descrita per primer cop a Möttingen, al cràter Ries, a Baviera, Alemanya, i va ser aprovat com a mineral per la IMA l'any 1969. A la seva localitat tipus, la chaoïta apareix en gneissos amb grafit. També s'ha descrit en meteorits com el meteorit de Goalpara, a Assam; el meteorit Dyalpur, a Uttar Pradesh (Índia) i al cràter Popigai, al massís d'Anabarskii, a l'est de Sibèria. Els minerals associats amb la chaoïta són el grafit, el zircó, el rútil, la pseudobrookita, la magnetita, la pirrotina niquelífera i la baddeleyita.